# François Gangloff
François Lucien Gangloff (ur. 11 lipca 1898 w Bischheim, zm. 16 marca 1979 w Strasburgu) – francuski gimnastyk, dwukrotny srebrny medalista olimpijski z Paryża 1924.